# Список умерших в 1145 году

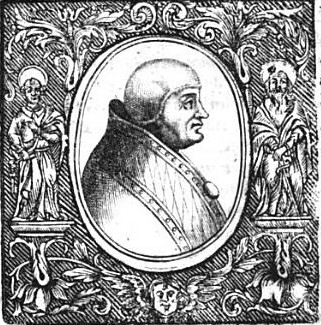
Луций II

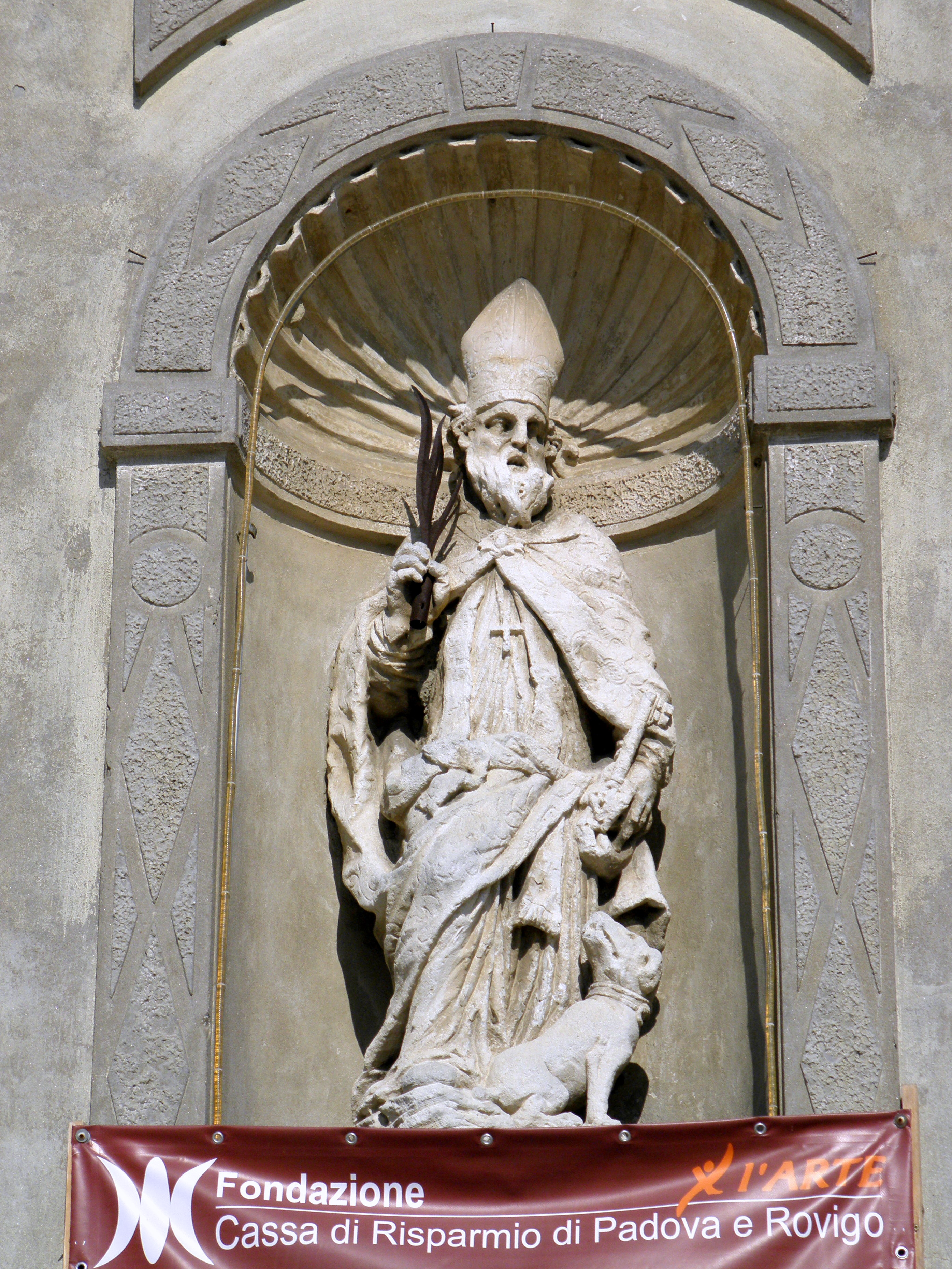
Беллино Бертальдо

В этой статье представлен список известных людей, умерших в 1145 году.
См. также: Категория:Умершие в 1145 году

## Февраль
- 15 февраля — Луций II —папа римский (1144—1145), умер от смертельного ранения, полученного в схватке с жителями Рима.

## Июль
- 27 июля — Кристиан де л’Омон[нем.] — святой римско-католической церкви.

## Сентябрь
- 20 сентября — Раэри — английский священнослужитель, в молодости бывший фаворитом короля Генриха I.
- 27 сентября — Уильям I Малинский[нем.] — католический Патриарх Иерусалима (1130—1145)

## Октябрь
- 6 октября — Балдуин — кардинал-священник (c 1130), архиепископ Пизы (1138—1145), святой римско-католической церкви.

## Ноябрь
- 26 ноября — Беллино Бертальдо[итал.] — епископ Падуи (1128—1145), святой римско-католической церкви.

## Декабрь
- 30 декабря — Робальдо[итал.] — архиепископ Милана (1135—1145)

## Дата неизвестна или требует уточнения
- Адальберт III — граф Марша (ок. 1117—1145).
- Альберон II Намюрский[фр.] — князь-епископ Льежа (1136—1145)
- Давид II — 4-й царь Ташир-Дзорагетского царства (1089—1118).
- Абу Бакр Мухаммад ад-Дарбанди — мусульманский теолог-ашарит и мистик, теоретик раннего суфизма на Кавказе.
- Жоффруа III — граф Вандома (с 1103).
- Гвидо ди Кастельфидардо — католический церковный деятель.
- Магнус Харальдсон — король Норвегии (1142—1145) (совместно с братьями)
- Михаил II — митрополит Киевский и всея Руси (1130—1145)
- Платон из Тиволи — итальянский математик, астроном и переводчик.
- Роберт I де Умфравиль — англо-нормандский аристократ, первый достоверно известный представитель англо-шотландского рода Умфравилей.
- Роберт III — граф Оверни (с 1136).
- Святослав Ярославич — первый князь рязанский (1129—1143), князь муромский (1143—1145)
- Тарквини, Грегорио — кардинал-дьякон церкви Святых Сергия и Вакха (1122—1145)
- Ташфин ибн Али — эмир Альморамидов (1142—1145).
- Урош I Вуканович — великий жупан Рашки из династии Вукановичей.
- Финн сын Халля[исп.] — исландский законоговоритель (1139—1145).
- Фольмар VIII — граф Меца и Хомбурга (с 1111).
- Фудзивара но Тамако[англ.] — императрица-консорт Японии (1118—1123) как жена Императора Тоба
- Чжан Цзэдуань — китайский придворный художник династии Сун.
- Юг III де Кандавен — граф Сен-Поля (с 1130).